# Apocalisse di Elia (ebraica)
L'Apocalisse di Elia o 2 Elia o Libro di Elia è un apocrifo dell'Antico Testamento, pseudoepigrafo di Elia (IX secolo a.C.) scritto in ebraico probabilmente nel III secolo a.C., con probabili interpolazioni nel III secolo d.C. Di origine giudaica con accenni alle guerre romano-persiane. Appartiene al genere apocalittico.
Non va confuso con l'Apocalisse di Elia pervenutaci in una versione copta del III secolo d.C. 
Contenuto:
- Rivelazione di Michele circa il futuro e l'Anticristo.
- Viaggio di Elia in paradiso.
- Il Messia di nome Winon sarà vittorioso contro Gigit e instaurerà il regno messianico d'Israele